# Puyehue, Chile

Puyehue în Regiunea Los Lagos

Puyehue sau Villa de Entre Lagos este un comună în provincia Osorno, Chile. La 2002 comuna avea o populație totală de 11.368 locuitori. Suprafața totală este de 1.597,9 km² cu o densitate de 7,1 loc/km².